# ريتشارد إل. جنسن
ريتشارد إل. جنسن (بالإنجليزية: Richard L. Jensen)‏ هو مؤرخ أمريكي، ولد في 1943.